# Chrystos
Chrystos (San Francisco, Califòrnia, 7 de novembre 1946) és una escriptora ameríndia dels EUA, filla d'un menominee i una lituana-alsaciana. Es crià a la ciutat de San Francisco i ha estat força autodidacta. La seva poesia ha donat suport l'AIM, i se l'ha considerat portaveu i guia espiritual.
Ha escrit:
- Fire Power, 1995, ISBN 978-0-88974-047-1
- Dream on, 1991, ISBN 978-0-88974-029-7
- Not vanishing, 1988, ISBN 978-0-88974-015-0
- Fugitive colours, 1995, ISBN 978-1-880834-11-4